# Astragalus cracca
Astragalus cracca es una especie de planta del género Astragalus, de la familia de las leguminosas, orden Fabales.
Fue descrita científicamente por DC.